# Martin Strohhäcker
Martin Strohhäcker (* 1959) ist ein deutscher Organist.

## Leben
Martin Strohhäcker studierte zunächst an der Staatlichen Hochschule für Musik und Darstellende Kunst in Stuttgart bei Werner Jacob (Orgel), Kenneth Gilbert (Cembalo), Lieselotte Gierth und André Marchand (Klavier).
Ein Orgelstudium am „Conservatoire Nationale de Musique Paris“ bei Marie-Claire Alain und am „Conservatorio Superior de Música de Barcelona“ bei Montserrat Torrent schloss sich an.
Meisterkurse bei Luigi Ferdinando Tagliavini, Harald Vogel, Ernst Köhler, Daniel Roth u. a. folgten. Der Stipendiat der „Studienstiftung des deutschen Volkes“ und des „Deutschen Akademischen Austauschdienstes“ war 1981 Preisträger beim Wettbewerb der Internationalen Orgelwoche Nürnberg und erhielt 1983 den „Premièr Prix avec félicitationes du jury“ des Conservatoire de Paris.
Nach Beendigung der Lehrtätigkeit in Barcelona, wo er seit 1987 am „Conservatorio Superior de Música“ unterrichtete, wurde er 1988 zum Bezirkskantor in Neuenbürg ernannt und arbeitete als Dozent für Künstlerisches Orgelspiel und Improvisation an der Evangelischen Hochschule für Kirchenmusik Esslingen.
1994 wurde Martin Strohhäcker zum Professor für Künstlerisches Orgelspiel und Improvisation an die Hochschule für Kirchenmusik Dresden berufen. Von 1995 bis 2023 war er Prorektor der Hochschule für Kirchenmusik Dresden.
Seit 1997 ist er Präsidiumsmitglied und seit 2000 Vorstandsmitglied der Gottfried-Silbermann-Gesellschaft Freiberg.
Seit 2000 wirkt er als Organist an der Dreikönigskirche Dresden-Neustadt. Neben der Leitung von Meisterkursen konzertiert Martin Strohhäcker im In- und Ausland und geht zudem verschiedenen Jurorentätigkeiten bei internationalen Wettbewerben nach.